# Boardman (Ohio)
Boardman es un lugar designado por el censo ubicado en el condado de Mahoning en el estado estadounidense de Ohio. En el Censo de 2010 tenía una población de 35376 habitantes y una densidad poblacional de 893,14 personas por km².

## Geografía
Boardman se encuentra ubicado en las coordenadas 41°1′59″N 80°39′56″O / 41.03306, -80.66556. Según la Oficina del Censo de los Estados Unidos, Boardman tiene una superficie total de 39.61 km², de la cual 39.16 km² corresponden a tierra firme y (1.12%) 0.45 km² es agua.

## Demografía
Según el censo de 2010, había 35376 personas residiendo en Boardman. La densidad de población era de 893,14 hab./km². De los 35376 habitantes, Boardman estaba compuesto por el 89.63% blancos, el 6.41% eran afroamericanos, el 0.14% eran amerindios, el 1.22% eran asiáticos, el 0.03% eran isleños del Pacífico, el 0.84% eran de otras razas y el 1.74% pertenecían a dos o más razas. Del total de la población el 3.25% eran hispanos o latinos de cualquier raza.